# Guadalcázar
Guadalcázar és un municipi de la província de Còrdova a la comunitat autònoma d'Andalusia, a la comarca de Valle Medio del Guadalquivir.

## Demografia
| 1996  | 1998  | 1999  | 2000  | 2001  | 2002  | 2003  | 2004  | 2005  | 2006  |
| ----- | ----- | ----- | ----- | ----- | ----- | ----- | ----- | ----- | ----- |
| 1.161 | 1.167 | 1.156 | 1.168 | 1.166 | 1.193 | 1.196 | 1.215 | 1.258 | 1.261 |

## Història
Hom té constància de l'existència d'una ciutat romana en el segle IV anomenada Cárbula a la qual Plini feia esment i que, segons alguns historiadors, podria ser l'actual Guadalcázar. També els àrabs van deixar la seva petjada en aquesta localitat, ja que es creu que en l'anomenada Huerta Jonda hi ha un safareig que a l'origen era un bany àrab, a més del nom de la ciutat, que en àrab volen dir riu del palau.
Després de ser conquerida per Ferran III de Castella, va ser donada a Gonzalo Fernández de Córdoba, que la permutà pel senyoriu de Montilla. En 1609 va ser erigida en marquesat en favor de Diego Fernández de Córdoba, Virrei del Perú. Luis Fernández de Córdoba, descendent de Diego Fernández de Córdoba, va fundar en aquesta vila el Convent de monges de l'orde de San Bernardo.